# Юноша-Шанявские
Юноша—Шанявские (Шенявские, пол. Szaniawski h. Junosza) — древний русский дворянский род.
Род польского происхождения, герба Юноша, записанный в VI часть дворянской родословной книги Могилёвской губернии.
В гербовнике белорусской шляхты, (Т. 2) в именном указателе указаны графы Шанявские из Могилёвской губернии.

## История рода
Предок рода, Иван Леонардович Шенявский, владел ещё во время царствования короля польского Стефана Батория вотчинными земскими имениями, именуемые Лухи (1575—1586). Его потомки выехали в Россию, приняли подданство и жалованы поместьями.

## Описание гербов

#### Герб графов Шанявских
В червлёном щите на зелёной земле серебряный баран с кровоточащей раной в боку. Щит увенчан дворянским коронованным шлемом. Нашлемник: пять серебряных страусовых перьев. Намёт: червлёный с серебром.

#### Герб. Часть XII. № 118
Герб рода Шенявских: в красном щите, на зелёном холме серебряный баран вправо с чёрными глазами, языком, рогами и копытами. Щит увенчан дворянским коронованным шлемом. Нашлемник: пять страусовых перьев, из коих среднее и крайние — серебряные, остальные — красные. Намёт: красный с серебром.

## Известные представители
- Шанявский, Альфонс Леонович (1837—1905/1908) — российский офицер, генерал—майор, золотопромышленник, меценат.
- Клеменс Шанявский (псевд. Клеменс Юноша; 1849—1898) — польский писатель.